# Wygodzinskyiana amphilophii
Wygodzinskyiana amphilophii is een vlinder uit de familie van de roestmotten (Heliodinidae). De wetenschappelijke naam van de soort is voor het eerst geldig gepubliceerd in 1958 door Hering.